# 정칠
정칠(鄭七, 1760년 ~ 1802년 9월)은 청나라 광동 신안(현재 선전시, 홍콩 일대) 사람이다. 원래 이름은 요황(耀煌)이지만 정련복(鄭連福)의 일곱째[七] 아들이어서 정칠로 불린다. 본적은 복건 정주부(汀州府) 무평현(현재 룽옌시 우핑현)이며, 화남해적의 수령 중 하나이다. 일찍이 떠이선 왕조의 총병(總兵)으로 봉해졌으나 응우옌 왕조에 의해 살해되었다. 사후 무리들 간에 권력 쟁탈전이 일어났고, 그의 사촌동생인 정일이 무리를 통솔하게 되었다.

## 생애
정칠의 선조 정건은 일찍이 정성공 막하에서 병사로 일했다. 1661년, 정건이 장주부(漳州府) 해징현(海澄縣, 현재 장저우시, 룽하이시)을 거쳐 광저우만에 정착해 어업을 하며 생계를 이었다. 정건이 죽은 뒤 자손들은 모두 해적질을 하였고, 증손자 정련복, 정련창(鄭連昌) 두 사람은 신안현 일대의 해적 수령이 되었다.
1788년, 정칠과 막관부는 힘을 합쳐 함께 베트남 떠이선 왕조의 쩐티엠바오에게 의탁하여 베트남 연해 일대에 거점을 건설하였다. 쩐티엠바오는 그들에게 선척과 무기를 제공하였고, 떠이선 왕조의 지지 아래에서 정칠, 막관부, 양문경, 번문재는 총병(總兵)으로 봉해졌다. 그들은 이후 매년 음력 3·4월이 되면 바다로 나가 청나라 관할의 광동, 복건, 절강 연해 일대를 약탈하다가 9·10월이 되면 돌아왔다.
1795년, 정칠과 황대흥(黃大興), 진장발(陳長發)은 강평(江坪, 현재 광시 좡족 자치구 둥싱시 장핑진(江平鎮))에서 힘을 합쳐 독자적인 세력을 형성하였다. 정칠의 세력은 광동, 베트남 해역에서 활약하였고, 전성기 때는 구고(九股)해적을 소유하여 화남해적 중 최대의 세력으로 성장했다. 그의 부하들은 용맹하고 싸움에 능했고, 정칠은 막관부, 오석이, 정일과 함께 청나라 연해를 약탈하여 심지어 관군의 거점을 공격하기도 하니 청나라 연해의 최대 우환으로 떠올랐다.
1801년, 응우옌 주의 응우옌푹아인이 떠이선 왕조의 수도 푸쑤언을 공격하여 대패시키니 황제 응우옌꽝또안은 북성(北城, 현재 하노이)으로 도망쳤고, 화남해적의 세 수령 막관부, 양문경, 번문재는 사로잡혔다. 이 영향으로 정칠, 오석이는 압박을 받아 무리를 이끌고 베트남에서 떠나 강평의 소굴로 돌아갔으며, 다시 오가는 선척을 공격해 약탈하는 생활을 시작했다. 쩐티엠바오가 그들을 힘써 설득하자 정칠은 베트남으로 돌아가 떠이선 왕조에게 충성하기로 결정하였다. 이듬해 1802년, 정칠이 200여 척의 선박을 이끌고 북하(北河)로 들어가 응우옌꽝또안을 알현하였고, 대사마(大司馬)로 봉해졌다. 2월 3일, 정칠은 떠이선 왕조가 동해루(洞海壘, 현재 베트남 꽝빈성 동허이)를 포위 공격하는데 참가했으나, 일려해구(日麗海口)에서 응우옌 주의 장수 응우옌반쯔엉을 만나 참패하였다. 7월 20일, 떠이선 왕조가 멸망하였다. 6주 후, 정칠은 강평에서 응우옌 왕조의 공격을 받고 격파당해 사로잡혔으며, 참수당하고 머리가 대중에게 보여졌다.
정칠이 죽은 뒤 그의 무리들 사이에 권력 쟁탈전이 일어났고, 그의 사촌동생인 정일이 무리를 통솔하게 되었다.

## 가족
- 증조부: 정위민(鄭衛民)
- 조부: 정위창(鄭衛昌)
- 부친: 정련복(鄭連福)
- 모친: 임수(林秀)
- 형제

1. 정요일(鄭耀日)
2. 정요월(鄭耀月)
3. 정요성(鄭耀星)
4. 정요명(鄭耀明)
5. 정요황(鄭耀煌)
6. 정요욱(鄭耀煜)
7. 정칠

- 아들

1. 정보양(鄭保養)
2. 정유풍(鄭維豐, 떠이선 왕조에 의해 금옥후(金玉侯)로 봉해짐

- 양아들: 하송(何送)

## 같이 보기
- 장보 (해적)

## 참고 문헌
- Murray, Dian H. (1987). 《Pirates of the South China Coast, 1790-1810》. Stanford University Press. ISBN 0-8047-1376-6.